# Den sidste Hurdle
Den sidste Hurdle è un cortometraggio muto del 1912 diretto da Einar Zangenberg. Il nome del regista appare anche tra quelli degli interpreti del film accanto a Edith Buemann, Aage Garde, William Bewer, Peter Kjær.

## Produzione
Il film fu prodotto dalla Kinografen.

## Distribuzione
In Danimarca, il film - un cortometraggio in tre bobine - fu distribuito dalla Kinografen che lo presentò nell'omonima sala cinematografica di Copenaghen il 12 agosto 1912. Nel Regno Unito, fu distribuito dalla Gerrard Film Company il 6 ottobre 1912 con il titolo The Last Hurdle.